# اویلینا ساموئلسون
اویلینا ساموئلسون (سوئدی: Evelina Samuelsson؛ زادهٔ ۱۴ مارس ۱۹۸۴) بازیکن هاکی روی یخ اهل سوئد است.